# Jules-Godefroy Astruc
Pour les articles homonymes, voir Astruc.
Jules-Godefroy Astruc (Avignon, 11 novembre 1862-L'Aigle, 4 février 1955), est un architecte français.

## Biographie
Élève de Victor Laloux à l’École des Beaux-Arts de Paris dont il sort diplômé en 1889, il obtient cette année-là une mention honorable au Salon des artistes français. 
On lui doit les plans de plusieurs églises de Paris, telles Saint-Hippolyte, Notre-Dame-du-Travail ou Notre-Dame-du-Liban.